# Natalia Pogonina
Natalia Andreïevna Pogonina est une joueuse d'échecs russe née le 9 mars 1985 à Vladivostok. Elle est grand maître international féminine depuis 2004 et a le titre (mixte) de maître international depuis 2015.
Au 1er mai 2020, elle est la 18e joueuse mondiale et la quatrième russe avec un classement Elo de 2 475 points.

## Biographie et carrière

### Championne de Russie
Natalia Pogonina a remporté le championnat de Russie féminin en 2012 et 2018.
Elle finit troisième du championnat d'Europe individuel en 2009.

### Finaliste du championnat du monde
En atteignant la finale du championnat du monde d'échecs féminin disputé en mars-avril 2015, Pogonina a obtenu le titre de maître international (mixte). 
| Année | Lieu                    | Résultat                            | Ultime adversaire   | Adversaires battues                                |
| ----- | ----------------------- | ----------------------------------- | ------------------- | -------------------------------------------------- |
| 2004  | Elista                  | premier tour                        | Marie Sebag         |                                                    |
| 2010  | Antakya, Turquie        | premier tour                        | Marina Romanko      |                                                    |
| 2012  | Khanty-Mansiïsk, Russie | troisième tour                      | Anna Ushenina       | Svetlana Matveïeva Alexandra Kosteniouk            |
| 2015  | Sotchi                  | Finaliste                           | Mariya Mouzytchouk  | Guo Qi Ju Wenjun Marie Sebag Zhao Xue Pia Cramling |
| 2017  | Téhéran                 | troisième tour                      | Ni Shiqun           | Qiyu Zhou Huang Qian                               |
| 2018  | Khanty-Mansiïsk         | troisième tour (huitième de finale) | Kateryna Lagno      | Bhakti Kulkarni Zhu Jiner                          |
| 2021  | Sotchi (coupe du monde) | troisième tour (seizième de finale) | Antoaneta Stefanova | Bhakti Kulkarni                                    |

### Olympiades
En 2008, Natalia Pogonina fut sélectionnée comme échiquier de réserve (remplaçante) dans l'équipe de Russie. Elle marqua 6 points sur 7 et l'équipe russe finit quatrième de la compétition.
En 2012, elle joua au premier échiquier de l'équipe 2 de Russie qui finit dixième de l'Olympiade.
Lors de l'olympiade d'échecs de 2012, Natalia Pogonina remporta la médaille d'or par équipe ainsi que la médaille d'or individuelle à l'échiquier de réserve. 
Lors de l'olympiade d'échecs de 2014, elle remporta à nouveau la médaille d'or par équipe avec la Russie (elle jouait encore comme remplaçante).
En 2016 et 2018, elle fut sélectionnée au quatrième échiquier et la Russie finit quatrième.

### Championnats du monde par équipes
Natalia Pogonina  a remporté six médailles lors de ses trois participations aux championnats du monde par équipes avec la Russie :
- deux médailles d'argent par équipe (en 2011 et 2015) ;
- deux médailles d'argent individuelles (en 2011 à l'échiquier de réserve et en 2015 au troisième échiquier) ;
- la médaille de bronze par équipe et la médaille de bronze individuelle (au 3e échiquier) en 2013.

### Championnats d'Europe par équipes
Pogonina remporta deux médailles d'or au championnat d'Europe d'échecs des nations en 2011 (4 points sur 5 comme échiquier de réserve).
En 2013, elle remporta la médaille d'argent par équipe et la médaille de bronze au troisième échiquier).